# Melanomys
Genre
Melanomys est un genre de rongeurs de la famille des Cricétidés.

## Liste des espèces
- Melanomys caliginosus (Tomes, 1860)
- Melanomys robustulus Thomas, 1914
- Melanomys zunigae (Sanborn, 1949)